# Copa Mohamed V 1977
La Copa Mohamed V 1977 fue la decimocuarta edición del Trofeo Mohamed V. Esta edición de la competencia, disputada en Casablanca, Marruecos, se destacó por la presencia de selecciones nacionales. La disputaron 3 equipos invitados de la UEFA: un club y 2 selecciones nacionales; y el WAC Casablanca, campeón de la liga marroquí. La copa fue ganada por el seleccionado rumano, que venció en la final por 3 a 1 al seleccionado checoslovaco.

## Equipos participantes
En cursiva los debutantes.
| Confederación | País                              | Equipo                                          | Vía de clasificación                                  |
| ------------- | --------------------------------- | ----------------------------------------------- | ----------------------------------------------------- |
| CAF           | Marruecos (Organizador)           | WAC Casablanca                                  | Campeón de la Campeonato Nacional de Fútbol (1975/76) |
| UEFA          | Checoslovaquia Inglaterra Rumania | Selección checoslovaca Everton Selección rumana | Invitados                                             |

## Desarrollo
|  | Semifinales    | Semifinales    |   |                | Final        | Final |  |
|  |                |                |   |                |              |       |  |
|  |                |                |   |                |              |       |  |
|  | 14 de agosto   |                |   |                |              |       |  |
|  | WAC Casablanca | 1 (2)          |   |                |              |       |  |
|  | Rumania        | 1 (3)          |   |                |              |       |  |
|  |                |                |   |                |              |       |  |
|  |                |                |   |                | 16 de agosto |       |  |
|  |                |                |   |                | Rumania      | 3     |  |
|  |                | Checoslovaquia | 1 |                |              |       |  |
|  |                |                |   |                |              |       |  |
|  |                |                |   |                |              |       |  |
|  |                |                |   |                | Tercer lugar |       |  |
|  | 14 de agosto   | 14 de agosto   |   | 16 de agosto   | 16 de agosto |       |  |
|  | Checoslovaquia | 1 (5)          |   | WAC Casablanca | 1            |       |  |
|  | Everton        | 1 (4)          |   |                | Everton      | 0     |  |

### Semifinales
| 14 de agosto de 1977 | WAC Casablanca                      | 1:1 (2:3 p.)               | Rumania                                                | Mohammed V, Casablanca |  |
|                      |                                     | Tiros desde el punto penal |                                                        |                        |  |
|                      | Acierto de penal · Acierto de penal |                            | Acierto de penal · Acierto de penal · Acierto de penal |                        |  |

| 14 de agosto de 1977 | Checoslovaquia                                                                               | 1:1 (0:0) (5:4 p.)         | Everton                                                                   | Mohammed V, Casablanca |  |
|                      | - Nehodacui 69'                                                                              |                            | - Latchford 75'                                                           |                        |  |
|                      |                                                                                              | Tiros desde el punto penal |                                                                           |                        |  |
|                      | Acierto de penal · Acierto de penal · Acierto de penal · Acierto de penal · Acierto de penal |                            | Acierto de penal · Acierto de penal · Acierto de penal · Acierto de penal |                        |  |

### Tercer puesto
| 16 de agosto de 1977 | WAC Casablanca | 1:0 | Everton | Mohammed V, Casablanca |  |

### Final
| 16 de agosto de 1977                                                                                 | Rumania | 3:1 | Checoslovaquia | Mohammed V, Casablanca |  |
| Primera final disputada por selecciones nacionales. Primer título ganado por una selección nacional. |         |     |                |                        |  |

| Bandera de Rumania        |
| Campeón Rumania 1° título |

## Goleadores
Nota: Se desconocen los autores de algunos de los goles.
| Jugador   | Equipo         | Goles |
| --------- | -------------- | ----- |
| Latchford | Everton        | 1     |
| Nehodacui | Checoslovaquia | 1     |

## Estadísticas
| Pos. | Equipo         | Pts | PJ | PG | PE | PP | GF | GC | Dif. | Rend. |
| ---- | -------------- | --- | -- | -- | -- | -- | -- | -- | ---- | ----- |
| 1    | Rumania        | 3   | 2  | 1  | 1  | 0  | 4  | 2  | 2    | 75%   |
| 2    | Checoslovaquia | 1   | 2  | 0  | 1  | 1  | 2  | 4  | -2   | 25%   |
| 3    | WAC Casablanca | 3   | 2  | 1  | 1  | 0  | 2  | 1  | 1    | 75%   |
| 4    | Everton        | 1   | 2  | 0  | 1  | 1  | 1  | 2  | -1   | 25%   |